# 등선속도

트랙을 보여주는 여러 형태의 디스크 스토리지 비교(규모에 맞지 않음) 녹색은 시작을 나타내고 빨간색은 끝을 나타낸다.
- 일부 CD-R(W) 및 DVD-R(W)/DVD+R(W) 레코더는 ZCLV, CAA 또는 CAV 모드에서 작동한다.

등선속도, 상수 선형 속도(CLV, Constant Linear Velocity)는 광 스토리지에서 광 디스크 드라이브의 정격 속도에 대한 한정자이며 기록 가능한 디스크의 쓰기 속도에도 적용될 수 있다. CLV는 등각속도(CAV) 모드와 달리 작동 중에 각속도(예: rpm)가 변한다는 것을 의미한다. 등선속도 개념은 축음기의 선구자인 치체스터 벨(Chichester Bell)과 찰스 테인터(Charles Tainter)에 의해 1886년에 특허를 받았다.

## 역사
최초의 소비자 광 디스크인 레이저디스크는 일정한 선형 속도를 사용하여 재생 시간을 두 배로 늘렸다(CLV/"확장 재생" 디스크는 한 면당 1시간을 저장할 수 있고 CAV/"표준 재생" 디스크는 30분만 저장할 수 있음). 읽기 헤드가 중앙에서 멀어질 때(녹화가 시작되는 시점) 모터 속도가 1,800rpm에서 600rpm으로 감소함에 따라 디스크는 일정한 속도로 읽기 헤드를 지나 이동한다.
오디오 CD와 같은 최신 광학 형식도 CLV를 사용하여 일정한 데이터 속도와 일정한 비트 밀도를 유지한다. 회전은 495rpm에서 212rpm으로 점차 감소하여 디스크가 읽기 레이저를 1.2m/s(3.9ft/s)의 속도로 계속 이동하게 한다(1:1 재생 속도 및 레드북 인코딩 가정).
최신 CD-ROM 드라이브의 더 높은 데이터 전송 속도와 임의 액세스 요구 사항을 수용하기 위해 CAV 시스템이 사용된다. 이는 읽기 헤드의 위치에 적합하도록 디스크의 회전 속도를 지속적으로 변조해야 하기 때문에 랜덤 액세스 중에 검색 성능이 크게 영향을 받기 때문이다.

## 같이 보기
- 등각속도 (CAV)